# Erebídeos
Erebídeos (Erebidae) é uma grande família de insetos lepidópteros, nomeadamente de mariposas (bruxas) e traças, pertencente à superfamília Noctuoidea. Trata-se de uma grande família de insetos e uma das maiores dentro da ordem Lepidoptera, atualmente contando com cerca de 20 mil espécies descritas distribuídas por 18 subfamílias, das quais mais de 2550 espécies pertencentes a 565 gêneros ocorrem pelo Brasil . Caracterizam-se pela condição de quatro divisões de venação nas asas anteriores quanto nas posteriores (quadrifídeas). Um exemplo de espécie desta família é Gynaephora groenlandica.
São mariposas popularmente conhecidas por "bruxas" por conta de suas cores escuras e hábitos noturnos, incluindo diversas espécies bem conhecidas e de grande porte como por exemplo Thysania agrippina, que pode chegar a medir mais de 30 cm de envergadura. A grande maioria das espécies é inofensiva, mas existem algumas com lagartas peludas ("madruvás" ou taturanas) que são muito temidas por causarem queimaduras na pele quando tocadas. A maioria destas ocorrem nas subfamílias Arctiinae e Lymantriinae (tais como Arctia spp e Ammalo helops), mas há também outras bem conhecidas. Muitas lagartas de Erebidae são quase indistinguíveis de Noctuidae.
Incluem diversas espécies consideradas pragas agrícolas, como Orgyia thyellina, Alabama argillacea e Lymantria dispar.
De acordo com uma análise de filogenética molecular, a família está subdividida nas seguintes subfamílias:
- Scoliopteryginae
- Rivulinae
- Anobinae
- Hypeninae
- Lymantriinae
- Pangraptinae
- Herminiinae
- Aganainae
- Arctiinae
- Calpinae
- Hypocalinae
- Eulepidotinae
- Toxocampinae
- Tinoliinae
- Scolecocampinae
- Hypenodinae
- Boletobiinae
- Erebinae